# ひぐらしのなく頃に解
『ひぐらしのなく頃に解』（ひぐらしのなくころにかい）は07th Expansion製作の同人ゲーム『ひぐらしのなく頃に』および、同ゲームを原作とする小説・漫画・ドラマCDのうち「解答編」と称される4編。略称は「ひぐらし解」。詳細は下記の各別項記述を参照。
- 目明し編 / 罪滅し編 / 皆殺し編 / 祭囃し編

## ひぐらしのなく頃に解（アニメ）
上記作品を原作とするアニメの第2期タイトル。ただし、原作と異なりアニメ版オリジナルの新エピソード「厄醒し編」（やくさましへん）が含まれ、原作の「解」に含まれる「目明し編」「罪滅し編」は第1期に含まれる。詳細はアニメ第2期『ひぐらしのなく頃に解』を参照。

## 関連商品

### カードゲーム
Lycee
シルバーブリッツのトレーディングカードゲーム、Lyceeに参戦している。収録エキスパンションは、07th Expansion1.0など。